# Frontera entre Àustria i Hongria
La frontera entre Àustria i Hongria es la frontera internacional entre Àustria i Hongria, ambdós estats membres de la Unió Europea i integrats en l'espai Schengen. Té una longitud total de 321 kilòmetres. Transcorre en sentit nord-sud, separant el sud-est d'Àustria (länder de Burgenland) de l'oest d'Hongria (comtats de Győr-Moson-Sopron i Vaas). Comença al nord al trifini Àustria-Hongria-Eslovàquia, passa per les proximitats de Bratislava (Eslovàquia) i Graz (Áustria), i acaba al trifini d'ambdós estats amb Eslovènia.

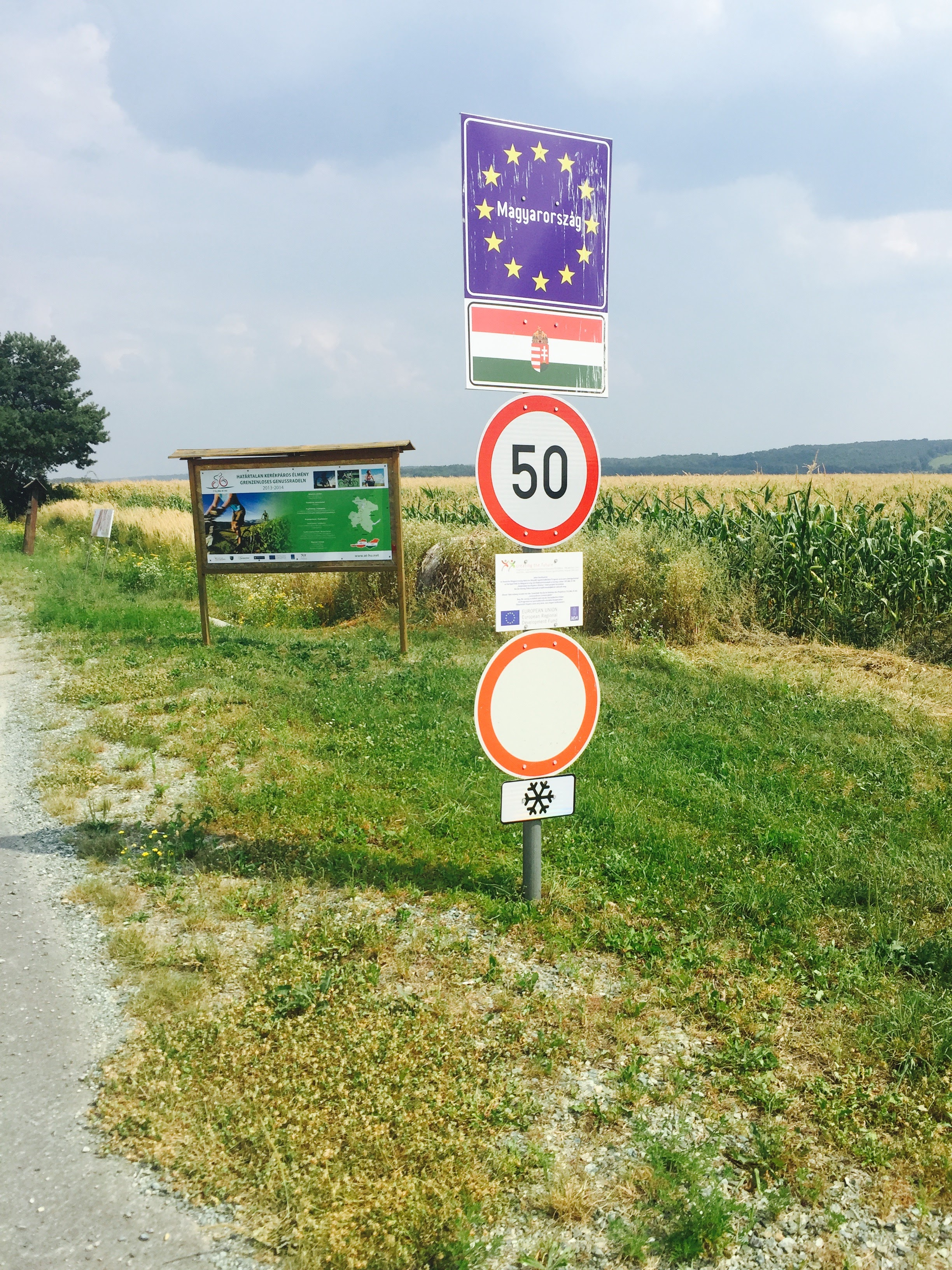
Frontera entre Àustria i Hongria

## Història
Aquesta frontera quedà establerta a la fi de la Primera Guerra Mundial (1918) quan es va dissoldre l'Imperi Austrohongarès i tant Àustria com Hongria es convertiren en estats independents. Alhora, a l'estat austríac de Burgenland es van produir enfrontaments entre gendarmes hongaresos i residents alemanys i croats, que van crear a Mattersburg el Consell Popular dels Alemanys d'Hongria Occidental (Deutsche Volksrat für Westungarn). Això i el fet que els hongaresos fossin una exigua minoria va facilitar que als tractats de Saint-Germain (1919) Trianon (1920) s'establís la seva pertinença a Àustria. Malgrat això, un grup de voluntaris armats hongaresos van establir a Burgenland l'efímer estat de Lajtabanság entre agost i novembre de 1921, que fou desarmat després de la mediació italiana. Alhora, la ciutat de Sopron va decidir en plebiscit formar part d'Hongria.
Després de l'ocupació d'Àustria per part del Tercer Reich (1938), es va establir la frontera entre Alemanya i Hongria. El 1955, després de l'ocupació aliada i la restauració de la independència d'Àustria la frontera fou restaurada en un traçat gairebé idèntica abans de 1938. L'única diferència és la reducció del triangle fronterer en les proximitats de l'actual Eslovàquia després que es va incorporar a Txecoslovàquia en 1947, abans d'arribar a Petrzalka.